# Hornsmyrans naturreservat
Hornsmyrans naturreservat är ett naturreservat i Skellefteå kommun i Västerbottens län.
Området är naturskyddat sedan 2021 och är 68 hektar stort. Reservatet ligger öster om Boliden och består av myrmark med enstaka tallar omgiven av barrblandskog.